# Appartamento per due
Appartamento per 2 (Jamais deux sans toi...t) è una serie televisiva francese in 132 episodi trasmessi per la prima volta nel corso di una sola stagione dal 1996 al 1997.

## Trama
Thomas Dubreuil e il suo collega e amico Leo sono due designer di giocattoli nella piccola azienda "Câlins et Peluches", il cui capo è un cugino di Thomas, Patrick. Alla morte del padre, Thomas eredita un appartamento a Parigi e una volta giunto sul posto scopre che questo è già abitato da Valentine Lèger, figlia dell'amante del padre, che non ha alcuna intenzione di lasciarlo. I due sono quindi costretti a vivere sotto lo stesso tetto. Valentine rivelerà poi un'infatuazione per Thomas e farà di tutto per non vendere l'appartamento e continuare la convivenza "forzata", cosa che non fa piacere alla fidanzata di Thomas, Charlotte.

## Personaggi e interpreti
- Valentine Léger (131 episodi, 1996-1997), interpretata da Emma Colberti.
- Thomas Dubreuil (131 episodi, 1996-1997), interpretato da Franck Neel.
- Jennifer Martignac (88 episodi, 1996-1997), interpretata da Stéphanie Lagarde.
- Charlotte Monterey (74 episodi, 1996-1997), interpretata da Astrid Veillon.
- Léo Vincenti (74 episodi, 1996-1997), interpretato da Xavier Vilsek.
- Antoine Weber (40 episodi, 1996-1997), interpretato da Laurent Violet.
- Patrick (22 episodi, 1996-1997), interpretato da Marc Adjadj.
- Alice (17 episodi, 1996-1997), interpretata da Alice Papierski.
- Antoine (15 episodi, 1996-1997), interpretato da Eric Judor.

## Produzione
La serie, ideata da Alexander Denim e Eric Assous, fu prodotta da Studio 107 e TF1

### Registi
Tra i registi sono accreditati:
- Dominique Masson in 29 episodi (1996-1997)
- Philippe Roussel in 26 episodi (1996-1997)
- Emmanuel Fonlladosa in 21 episodi (1996-1997)
- Bernard Dumont in 16 episodi (1996-1997)
- Rémi Honnoraty in 11 episodi (1996-1997)
- Christophe Andrei in 7 episodi (1996)
- Véronique Langlois in 6 episodi (1996-1997)

### Sceneggiatori
Tra gli sceneggiatori sono accreditati:
- Frédéric Sabrou in 11 episodi (1996-1997)
- Eric Assous
- Alexandre Denim
- Jean-Louis Tribes

## Distribuzione
La serie fu trasmessa in Francia dal 1º luglio 1996 al 1997 sulla rete televisiva TF1. In Italia sono stati trasmessi 120 episodi dal 2001 al 2002 su Italia 1 con il titolo Appartamento per due.

### Sigla italiana
- Appartamento per due, musica di Max Longhi e Giorgio Vanni, testo di Antonio Conticello, cantata da Giorgio Vanni e Patrizia Saitta. La sigla è stata pubblicata per la prima volta nella raccolta di Vanni Super Hits - Il meglio del meglio del meglio.

## Episodi
| Stagione       | Episodi | Prima TV Francia |
| -------------- | ------- | ---------------- |
| Prima stagione | 132     | 1996-1997        |